# Zarvanytsia
Zarvanytsia (em ucraniano:  Зарваниця) é uma pequena aldeia na Eparquia de Ternopil-Zboriv. Tem pouco mais de 300 cidadãos e está localizado em Ternopil Raion de Oblast de Ternopil no oeste da Ucrânia, cerca 20 km (12 mi) SW de Terebovlia, 22 km (14 mi) N de Buchach e 18 km (11 mi) SE de Pidhaitsi, dentro de um arco de meada do rio Strypa. Zarvanytsia pertence à hromada rural de Zolotnyky, uma das hromadas da Ucrânia. A vila é conhecida por seu ícone da Mãe de Deus, conhecida por fazer milagres, e é um local popular de peregrinação, atraindo ucranianos tanto do país quanto da diáspora espalhada pelo mundo.

## História
A história da vila e do ícone remonta ao século XIII. Em 1240, um monge fugiu da capital ucraniana de Kiev, que foi devastada por uma invasão mongol, e parou em um vale isolado para beber água de uma nascente e rezar à Santíssima Virgem. Feito isso, e exausto pela longa viagem, adormeceu e viu a Mãe de Deus. Depois de acordar completamente rejuvenescido, ele encontrou o ícone e decidiu ficar lá e construir uma capela até a nascente para abrigar o ícone. A notícia do ícone milagroso se espalhou entre a população local e chegou ao duque gravemente doente de Terebovlia Vasylko (irmão do único rei ucraniano Daniel da Galícia). O duque ordenou que o ícone fosse trazido a ele, mas quando o monge recusou, ele próprio viajou para Zarvanytsia e rezou na frente do ícone e foi curado. Por gratidão, ele fundou uma igreja e um mosteiro lá.
A primeira menção escrita do assentamento data de 1458. Ruínas de fortificações dessa época ainda podem ser encontradas na vila. Durante os anos 1662-1688, a vila foi saqueada pelos turcos e a igreja foi incendiada, mas o ícone foi salvo e colocado em uma igreja recém-construída. Em 1740 outro ícone, do Cristo Crucificado, também foi colocado em Zarvaytisa, e dois anos depois coroado pelo Metropolita Athanasius Sheptytsky.
Em 1754 foi construída a quarta igreja, desta vez em pedra, para substituir uma de madeira que foi destruída num incêndio. O local da igreja de madeira é marcado por uma cruz de pedra. Esta igreja, dedicada à Santíssima Trindade, ainda hoje existe.
Em 1867, o Papa Pio IX concedeu a Zarvanytsia o status de santuário e o ícone da Mãe de Deus foi coroado, graças aos esforços do padre local Pe. Porfiriy Mandyczewsky.
Em 1916, durante a Primeira Guerra Mundial, a vila e o mosteiro foram seriamente danificados, mas foram reconstruídos seis anos depois com a ajuda do metropolita Andrew Sheptytsky, que visitou pessoalmente Zarvanytsia. Joseph Slipyj, o futuro líder da Igreja Greco-Católica Ucraniana, também visitava frequentemente o santuário.
O maior cataclismo veio sobre Zarvanytsia com o advento do domínio soviético. O mosteiro foi incendiado junto com sua igreja, a igreja paroquial da Santíssima Trindade foi fechada e transformada em armazém, a nascente milagrosa cercada de arame farpado e transformada em lixão. Durante os principais dias santos, toda a aldeia foi bloqueada pela milítsia. Em 1946, toda a Igreja Greco-Católica Ucraniana foi oficialmente banida pelos comunistas e submetida ao Patriarcado de Moscou. Apesar disso, a Igreja da Catacumba continuou a funcionar aqui, com os ícones escondidos com segurança e a Divina Liturgia celebrada em casas particulares ou nas florestas circundantes e até um seminário secreto inaugurado em 1975. Com o colapso iminente da União Soviética em 17 de julho de 1988, mais de 10.000 fiéis se reuniram em Zarvanytsia para comemorar o milênio do cristianismo na Ucrânia, celebrado por Dom Pavlo Vasylyk. Em 23 de novembro de 1989, a Divina Liturgia pôde pela primeira vez em meio século ser celebrada na igreja da Santíssima Trindade. Em 1991, ano em que a Ucrânia recuperou a independência, a igreja foi reformada e a capela da fonte foi reconstruída, assim como o mosteiro dos Irmãos Estuditas com sua igreja da Natividade da Mãe de Deus.
Em 1991, o santuário foi visitado por Myroslav Ivan Lubachivsky, o chefe da Igreja Ucraniana, e em 1993 pelo arcebispo Volodymyr Sterniuk, locum tenens da Igreja na Ucrânia nos anos 1972-1991. Em abril de 1995, foram celebradas missas elogiando a nação ucraniana à proteção da Mãe de Deus, renovando os votos de Jaroslau, o Sábio, feitos em 1037 e, em 1996, celebrando o 400º aniversário da restauração da comunhão com a Igreja Católica na União de Brest. Em julho de 1997, o início dos preparativos ucranianos para o Grande Jubileu foi anunciado oficialmente aqui e em 1999, os mártires ucranianos do século XX foram comemorados. Em 2000, o Cardeal Lubomyr Husar celebrou a primeira Divina Liturgia na recém-construída sobor da Mãe de Deus de Zarvanytsia. Durante a peregrinação do Papa João Paulo II à Ucrânia em 2001, ele rezou diante do ícone da Mãe de Deus de Zarvanytsia na igreja de São Nicolau, o Milagroso, em Askoldova Mohyla, em Kiev. Em 2002, o Conselho Patriarcal da Igreja Ucraniana foi concluído em Zarvanytsia, reunindo delegados da Igreja de todo o mundo. Em 2003, foi realizada uma peregrinação ecumênica da Irmandade Ortodoxa de Santo André Apóstolo. Em agosto de 2004, Zarvanytsia sediou uma peregrinação internacional de reconciliação entre poloneses e ucranianos, liderada pelo Cardeal Husar e pelo Primaz da Polônia, Cardeal Joseph Glemp, juntamente com quinze bispos de ambas as nações.
A nova igreja, maior da Podólia e visível fora da aldeia e bem inscrita na paisagem, tem uma planta bizantina de nave única com cinco cúpulas representando Cristo e os quatro evangelistas. Junto com os portões, a igreja da Anunciação, a torre do sino e as capelas, foi construído em grande parte por doações da diáspora ucraniana, pois a situação econômica do país ainda é devastada pela extrema pobreza.
Juntamente com a Lavra da Santa Dormição em Univ e o mosteiro dos Padres Basilianos em Krekhiv, Zarvanytsia é um dos locais de peregrinação mais importantes da Ucrânia. É o destino de uma peregrinação anual de jovens e de numerosas peregrinações eparquiais dos mais longínquos recantos da Ucrânia e de paróquias ucranianas no estrangeiro e até de alguns fiéis de rito latino de países vizinhos como a Polónia e a Eslováquia.
Até 18 de julho de 2020, Zarvanytsia pertencia a Terebovlia Raion. O raion foi abolido em julho de 2020 como parte da reforma administrativa da Ucrânia, que reduziu o número de raions de Ternopil Oblast para três. A área de Terebovlia Raion foi incorporada em Ternopil Raion.